# كلانسي وليامز
كلانسي وليامز (بالإنجليزية: Clancy Williams) هو لاعب كرة قدم أمريكية أمريكي، ولد في 24 سبتمبر 1942 في بومونت في الولايات المتحدة، وتوفي في 21 سبتمبر 1986 بسبب سرطان.

## وصلات خارجية
- كلانسي وليامز على موقع IMDb (الإنجليزية)

- كلانسي وليامز على موقع مرجع كرة القدم المحترفة.كوم (الإنجليزية)